# James Beaty (fils)
Pour les articles homonymes, voir James Beaty et Beaty.
James Beaty (10 novembre 1831-15 mars 1899) est un homme politique canadien de l'Ontario. Il est le 22e maire de Toronto entre 1879 et 1880.
Il est aussi député fédéral conservateur de la circonscription ontarienne de Toronto-Est d'une élection partielle en 1880 jusqu'à 1887.

## Biographie
Né dans la Ashdale Farm à Trafalgar dans le Haut-Canada, Beaty étudie à Palermo (en) et le droit à Toronto. Officiellement avocat en 1855, il est nommé conseiller de la reine en 1872.
Élu un mandat à la mairie de Toronto, il est élu député sur la scène fédérale. Ne parvenant pas à remporter l'investiture conservatrice pour les élections fédérales de 1887, il retourne à la pratique du droit. Il tente également sans succès un retour en politique municipale lors de l'élection municipale de 1892 (en).
Beaty était un ardent défenseur de la prohibition durant son passage aux Communes, le journal The Globle le surnommait booodler ou garçon vertueux (notorious Boy) en arguant que son soutien à la cause de la tempérance était basé sur un calcul politique favorisant ses avantages.
Impliqué dans le domaine du droit, il siège au conseil du barreau du Haut-Canada de 1881 à 1891.
Beaty meurt d'un accident vasculaire cérébral au domicile de sa seule fille encore en vie et situé à Toronto en mars 1899 à l'âge de 67 ans.

## Famille
Un oncle du même nom, James Beaty (1798-1892), a été député fédéral de Toronto-Est.